# Maya y los tres
Maya y los tres (título en inglés: Maya and the Three) es una miniserie de televisión animada de fantasía mexicana dirigida y escrita por Jorge R. Gutiérrez, producida por Jeff Bell, Phillys Laing, Ken Zorniak y animada por Gutiérrez y Sandra Equihua. La serie se estrenó en Netflix el 22 de octubre de 2021.

## Argumento
Ambientada en un mundo basado en la Mesoamérica precolonial y otras culturas indígenas, Maya, una princesa guerrera, está celebrando su decimoquinto cumpleaños, pero cuando los dioses del inframundo aparecen y anuncian que debe pagar por las fechorías de su familia, todo cambia. Si se niega a seguir adelante, el mundo mismo será devastado por los dioses, por lo que se embarca en una búsqueda para cumplir una profecía que dice que aparecerán tres guerreros que la ayudarán a derrotar a estos dioses y salvar a la humanidad de la destrucción.

## Reparto de voz
| Personaje              | Doblaje original       | Doblaje en español latino |                    |
| Personajes principales | Personajes principales | Personajes principales    |                    |
| ---------------------- | ---------------------- | ------------------------- | ------------------ |
| Maya                   | Zoe Saldaña            | Sandra Echeverría         |                    |
| Rico                   | Allen Maldonado        | Javier Rodríguez          |                    |
| Rico                   | Andy Santana (niño)    | David Gallego (niño)      |                    |
| Chimi                  | Stephanie Beatriz      | Bárbara Bustamante        |                    |
| Picchu                 | Gabriel Iglesias       | Mauricio Pérez            |                    |
| Personajes secundarios |                        |                           |                    |
| Zatz                   | Diego Luna             | Diego Luna                |                    |
| Lanza                  | Gael García Bernal     | Gael García Bernal        | Gael García Bernal |
| Dagas                  | Gael García Bernal     | Gael García Bernal        | Gael García Bernal |
| Escudo                 | Gael García Bernal     | Gael García Bernal        | Gael García Bernal |
| Rey Teca               | Jorge R. Gutiérrez     | Jorge R. Gutiérrez        |                    |
| Reina Teca             | Sandra Equihua         | Sandra Equihua            |                    |
| Dios Mictlan           | Alfred Molina          | Joaquín Cosio             |                    |
| Diosa Micte            | Kate del Castillo      | Kate del Castillo         |                    |
| Ah Puch                | Rita Moreno            | Rita Moreno               |                    |

## Episodios
| No. | Título                                | Dirigido por       | Escrito por                                                          | Fecha de emisión original |
| --- | ------------------------------------- | ------------------ | -------------------------------------------------------------------- | ------------------------- |
| 1 | «Capítulo 1: Quinceañera»             | Jorge R. Gutiérrez | Jorge R. Gutiérrez, Mafer Hernández, Candie Langdale y Doug Langdale | 22 de octubre de 2021     |
| El día de la coronación de Maya, un invitado no invitado del Inframundo llega con noticias impactantes sobre sus orígenes y luego lanza un ultimátum terrible.                    |                                       |                    |                                                                      |                           |
| 2 | «Capítulo 2: La profecía»             | Jorge R. Gutiérrez | Jorge R. Gutiérrez, Mafer Hernández, Candie Langdale y Doug Langdale | 22 de octubre de 2021     |
| Una pérdida aplastante arroja nueva luz sobre una antigua profecía, enviando a Maya en una búsqueda lejana para encontrar tres guerreros que la ayudarán a salvar el mundo.       |                                       |                    |                                                                      |                           |
| 3 | «Capítulo 3: El gallo»                | Jorge R. Gutiérrez | Silvia Cárdenas Olivas                                               | 22 de octubre de 2021     |
| En la Isla Luna, Maya busca al Mago Gallo, pero termina con el aparentemente ordinario Rico, quien se dice que es «el mago más grande que jamás haya existido».                   |                                       |                    |                                                                      |                           |
| 4 | «Capítulo 4: La calavera»             | Jorge R. Gutiérrez | Silvia Cárdenas Olivas                                               | 22 de octubre de 2021     |
| La búsqueda del legendario Calavera Guerrera de Jungle Lands lleva a Maya y Rico a un guerrero talentoso: el solitario Chimi, conocido por los lugareños como «Monstruo Blanco».  |                                       |                    |                                                                      |                           |
| 5 | «Capítulo 5: El puma»                 | Jorge R. Gutiérrez | Jorge R. Gutiérrez, Mafer Hernández, Candie Langdale y Doug Langdale | 22 de octubre de 2021     |
| Un corpulento bárbaro de la Montaña Dorada llamado Picchu se une al grupo de Maya como el tercer guerrero predicho. Más tarde esa noche, Zatz confronta a Maya sobre sus motivos. |                                       |                    |                                                                      |                           |
| 6 | «Capítulo 6: Maya y los tres»         | Jorge R. Gutiérrez | Jorge R. Gutiérrez, Mafer Hernández, Candie Langdale y Doug Langdale | 22 de octubre de 2021     |
| El ejército de Lord Mictlán ataca a Teca, pero Maya y sus amigos se defienden. Cuando los dioses regresan, una segunda batalla revela fortalezas que no sabían que tenían.        |                                       |                    |                                                                      |                           |
| 7 | «Capítulo 7: La puerta divina»        | Jorge R. Gutiérrez | Jorge R. Gutiérrez, Mafer Hernández, Candie Langdale y Doug Langdale | 22 de octubre de 2021     |
| La ayuda surge de una fuente sorprendente cuando Maya y los Tres se encuentran cara a cara con Lord Mictlan. Al final, un amigo noble hace un sacrificio desinteresado.           |                                       |                    |                                                                      |                           |
| 8 | «Capítulo 8: El murciélago y el búho» | Jorge R. Gutiérrez | Silvia Cárdenas Olivas                                               | 22 de octubre de 2021     |
| Después de huir del peligro, Maya, devastada, envía a sus amigos a advertir a sus reinos de la llegada de Lord Mictlan. Lady Micte abre su corazón.                               |                                       |                    |                                                                      |                           |
| 9 | «Capítulo 9: El sol y la luna»        | Jorge R. Gutiérrez | Jorge R. Gutiérrez, Mafer Hernández, Candie Langdale y Doug Langdale | 22 de octubre de 2021     |
| Una fatídica batalla comienza en Teca entre Lord Mictlan y su ejército y Maya y sus aliados. Pero, ¿cómo terminará todo? De manera épica.                                         |                                       |                    |                                                                      |                           |

## Lanzamiento
La serie se estrenó en Netflix el 22 de octubre de 2021. Netflix lo describió como un «evento animado contado en nueve capítulos épicos». Cada episodio de la serie limitada tiene una duración de 30 minutos, que comprende un total de 4 horas y media.

## Producción

### Desarrollo

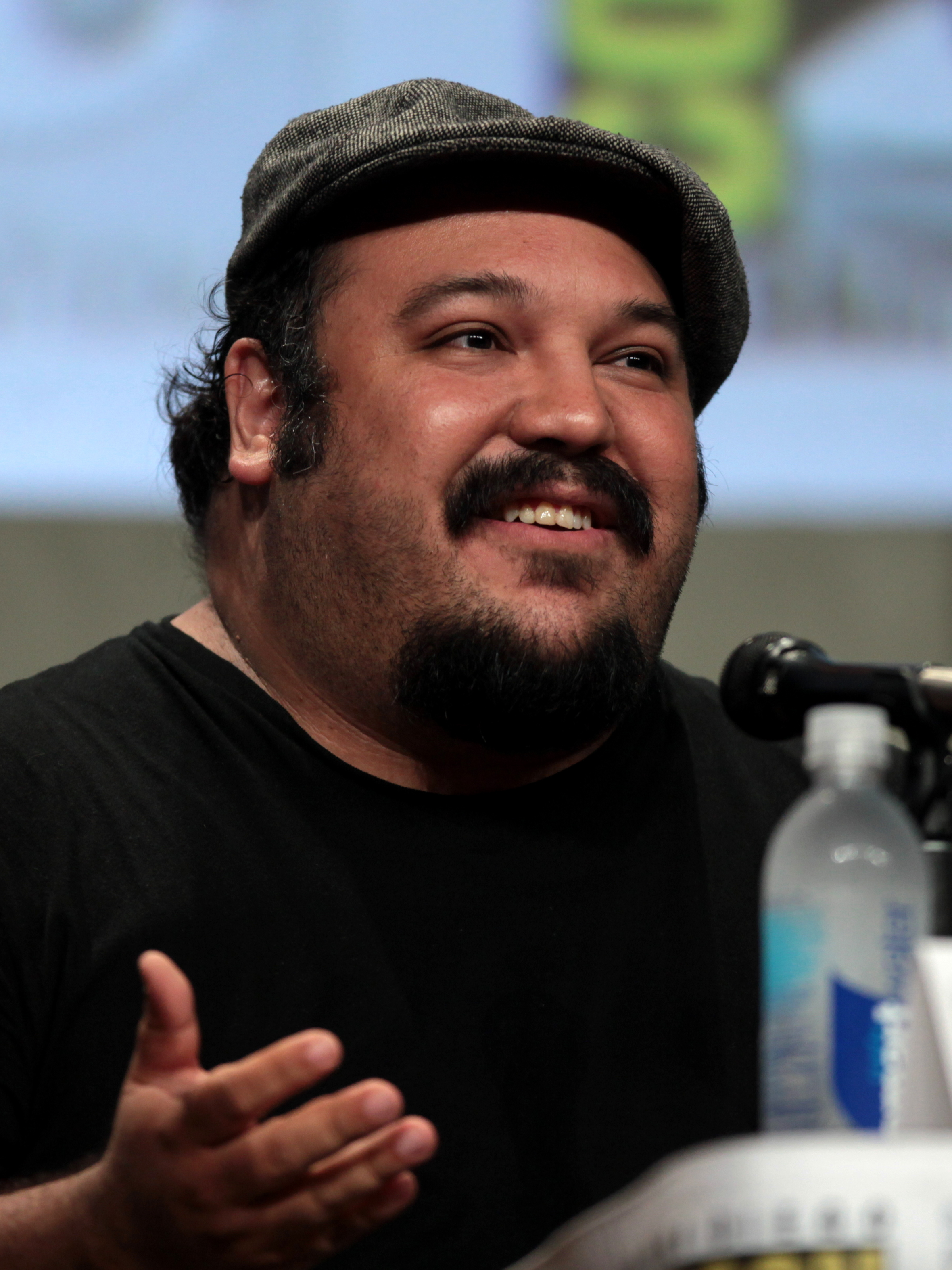
Jorge R. Gutiérrez, creador de la serie.

En noviembre de 2018, se informó que Netlflix está desarrollando una miniserie de televisión animada sobre una guerrera mesoamericana. En 2019, se anunció que Jorge R. Gutiérrez que escribiría y dirigía la serie. La serie tiene a Jorge Gutiérrez como director, creador y productor ejecutivo, mientras que Tim Yoon es productor, Silvia Olivas y Jeff Ranjo son coproductores ejecutivos. Gutiérrez, Olvas, Doug Langdale y Candie Kelty Langdale son escritores, y Ranjo es el jefe de narración de la serie. La serie fue descrita por Gutiérrez, en octubre de 2018, como equivalente a una versión mexicana del Señor de los Anillos, «pero hilarante».
El 15 de septiembre de 2021, Gutiérrez describió un clip exclusivo de la serie, diciendo que la escena estaba inspirada en Street Fighter II: The World Warrior, Crouching Tiger, Hidden Dragon, Kill Bill, Ninja Scroll y una «pelea de chola» que vio en Tijuana, México. Le dijo a Skwigly que la serie está «profundamente inspirada en el glorioso arte mesoamericano» y las exhibiciones del Museo Nacional de Antropología. Señaló que el protagonista del programa, Maya, está inspirado en su madre, esposa y hermana, e insinuó que tendría similitudes con sus trabajos anteriores, El Tigre: las aventuras de Manny Rivera y El libro de la vida.
La serie cerró el Festival de Cine de Guadalajara, el 9 de octubre de 2021, con la emisión de dos de los episodios del programa en un evento especial.

## Recepción
Lovia Gyarkye, escribiendo para The Hollywood Reporter, llamó a cada escena una «fiesta para los ojos» (…) agregando que «es una aventura atractiva y retorcida, arraigada en la rica historia de las culturas indígenas y dirigida por Maya, quien está buscando respuestas sobre su pasado y tratando de salvar su reino», concluyendo que «cada episodio ofrece oportunidades para profundizar nuestra comprensión de este mundo fantástico y disfrutar de la profundidad visual de Gutiérrez construida de manera muy ingeniosa y absolutamente impresionante».